# Adidas Power Soccer
Adidas Power Soccer è un videogioco di calcio sviluppato e pubblicato dalla Psygnosis per PlayStation e Microsoft Windows nel 1996.